# Temporada 2024 del Campeonato de Fórmula 3 de la FIA
La temporada 2024 del Campeonato de Fórmula 3 de la FIA fue la sexta edición de la categoría. Todas las rondas se disputaron como soporte a los Grandes Premios de Fórmula 1.
Leonardo Fornaroli se quedó con el título de pilotos al vencer por dos puntos a su compatriota Gabriele Minì, mientras que Prema Racing logró su quinto título de escuderías.

## Escuderías y pilotos
| Escudería                 | N.º | Piloto                   | Rondas    |
| ------------------------- | --- | ------------------------ | --------- |
| Prema Racing              | 1   | Dino Beganovic           | Todas     |
| Prema Racing              | 2   | Gabriele Minì            | Todas     |
| Prema Racing              | 3   | Arvid Lindblad           | Todas     |
| Trident                   | 4   | Leonardo Fornaroli       | Todas     |
| Trident                   | 5   | Sami Meguetounif         | Todas     |
| Trident                   | 6   | Santiago Ramos           | Todas     |
| MP Motorsport             | 7   | Tim Tramnitz             | Todas     |
| MP Motorsport             | 8   | Kacper Sztuka            | Todas     |
| MP Motorsport             | 9   | Alex Dunne               | Todas     |
| Campos Racing             | 10  | Oliver Goethe            | 1-9       |
| Campos Racing             | 10  | Noah Strømsted           | 10        |
| Campos Racing             | 11  | Sebastián Montoya        | Todas     |
| Campos Racing             | 12  | Mari Boya                | Todas     |
| Hitech Pulse-Eight        | 14  | Luke Browning            | Todas     |
| Hitech Pulse-Eight        | 15  | Martinius Stenshorne     | 1-6, 8-10 |
| Hitech Pulse-Eight        | 15  | James Wharton            | 7         |
| Hitech Pulse-Eight        | 16  | Cian Shields             | Todas     |
| Jenzer Motorsport         | 17  | Charlie Wurz             | Todas     |
| Jenzer Motorsport         | 18  | Max Esterson             | Todas     |
| Jenzer Motorsport         | 19  | Matías Zagazeta          | 1-3, 5-10 |
| Jenzer Motorsport         | 19  | James Hedley             | 4         |
| Van Amersfoort Racing     | 20  | Noel León                | Todas     |
| Van Amersfoort Racing     | 21  | Sophia Flörsch           | Todas     |
| Van Amersfoort Racing     | 22  | Tommy Smith              | Todas     |
| ART Grand Prix            | 23  | Christian Mansell        | Todas     |
| ART Grand Prix            | 24  | Laurens van Hoepen       | Todas     |
| ART Grand Prix            | 25  | Nikola Tsolov            | 1-8, 10   |
| ART Grand Prix            | 25  | Tuukka Taponen           | 9         |
| PHM AIX Racing AIX Racing | 26  | Tasanapol Inthraphuvasak | Todas     |
| PHM AIX Racing AIX Racing | 27  | Nikita Bedrin            | Todas     |
| PHM AIX Racing AIX Racing | 28  | Joshua Dufek             | Todas     |
| Rodin Motorsport          | 29  | Callum Voisin            | Todas     |
| Rodin Motorsport          | 30  | Piotr Wiśnicki           | Todas     |
| Rodin Motorsport          | 31  | Joseph Loake             | Todas     |
| Fuente:                   |     |                          |           |

### Cambios de equipos

#### En pretemporada
- La institución de inversión AIX Investment Group se unió a PHM Racing como patrocinador principal.[4]

#### En temporada
- El 13 de mayo, AIX Investment Group completó su adquisición de PHM Racing, renombrándose el equipo como «AIX Racing» para el resto de la temporada.[5]

### Cambios de pilotos

#### En pretemporada
- Dino Beganovic renovó su contrato con Prema Racing para 2024.[6] Gabriele Minì abandonó Hitech Pulse-Eight para acompañarlo en el equipo.[7] La alineación del equipo la completó el piloto junior de Red Bull, Arvid Lindblad, tercero en la Fórmula 4 Italiana 2023.[8]
- Leonardo Fornaroli siguió con Trident en su segundo año en la Fórmula 3.[9]
- Oliver Goethe dejó el equipo Trident para pasar a Campos Racing.[10]
- Hitech Pulse-Eight retuvo a su piloto Luke Browning en su segundo año en la F3.[11]
- Mari Boya abandonó MP Motorsport y pasó a Campos Racing.[12]
- El neerlandés Laurens van Hoepen fue nuevo piloto de ART Grand Prix.[13]
- Martinius Stenshorne, subcampeón del Campeonato de Fórmula Regional Europea 2023, fue piloto titular de Hitech Pulse-Eight.[14]
- Sebastián Montoya pasó de Hitech a Campos.[15]
- Van Amersfoort Racing contó con el campeón 2023 de Eurofórmula Open Noel León.[16]
- Sami Meguetounif, piloto proveniente de la Fórmula Regional Europea, fue piloto titular de Trident.[17]
- Tommy Smith siguió con VAR en su segundo año en la Fórmula 3.[18]
- Christian Mansell abandonó Campos Racing y pasó a ART Grand Prix.[19]
- Sophia Flörsch, proveniente de PHM Racing, completó la alineación de Van Amersfoort Racing.[20]
- Santiago Ramos, proveniente de la Fórmula Regional Europea, fue nuevo piloto de Trident.[21]
- Hitech Pulse-Eight contó con Cian Shields, subcampeón de Eurofórmula Open.[22]
- Rodin Carlin alineó a Callum Voisin, campeón de la temporada 2023 del Campeonato GB3.[23]
- El piloto peruano Matías Zagazeta fue nuevo piloto de Jenzer Motorsport.[24]
- Rodin Motorsport fichó a Joseph Loake, proveniente del Campeonato GB3.[25]
- MP Motorsport contó con Tim Tramnitz, proveniente de la Fórmula Regional y de Eurofórmula Open.[26]
- El estadounidense Max Esterson corrió la F3 a tiempo completo con Jenzer.[27]
- El campeón 2023 de la Fórmula 4 Italiana y de la Fórmula Winter Series Kacper Sztuka, hizo su debut en la Fórmula 3 con MP Motorsport.[28]
- PHM AIX Racing alineó al novato Joshua Dufek.[29]
- Rodin Motorsport fichó a Piotr Wiśnicki y volvió a correr en la Fórmula 3 después de participar en cuatro rondas el año pasado.[30]
- PHM contó con el tailandés Tasanapol Inthraphuvasak, proveniente de la Fórmula Regional y Eurocup-3.[31]
- Jenzer Motorsport completó su alineación con Charlie Wurz.[32]
- Alex Dunne, subcampeón del Campeonato GB3, fue piloto titular de MP Motorsport.[33]
- PHX AIX Racing fichó a Nikita Bedrin, proveniente de Jenzer Motorsport.[34]
- Nikola Tsolov siguió en ART en su segundo año en la F3.[35]

#### En temporada
- En Montecarlo, Jenzer Motorsport sustituyó a Matías Zagazeta por James Hedley, piloto del Campeonato GB3, luego de que al piloto peruano le diagnosticaran apendicitis.[36]
- En la ronda de Silverstone, Hitech sustituyó a Martinius Stenshorne por James Wharton, piloto de la Fórmula Regional Europea, luego de que el piloto noruego fuera sancionado sin poder correr por haber participado en otra competición sin autorización de la FIA.[37]
- El finlandés Tuukka Taponen sustituyó en Spa-Francorchamps a Nikola Tsolov en ART debido a una suspensión al piloto búlgaro por participar en otra categoría.[38]
- En la ronda final, el danés Noah Strømsted reemplazó a Oliver Goethe en su butaca en Campos Racing luego de que el alemán fuera ascendido a la F2.[39]

## Calendario
| Rondas  | Rondas | Circuito                                     | País        | Fecha           |
| ------- | ------ | -------------------------------------------- | ----------- | --------------- |
| 1       | C1     | Circuito Internacional de Baréin, Sakhir     | Baréin      | 1 de marzo      |
| 1       | C2     | Circuito Internacional de Baréin, Sakhir     | Baréin      | 2 de marzo      |
| 2       | C1     | Circuito de Albert Park, Melbourne           | Australia   | 23 de marzo     |
| 2       | C2     | Circuito de Albert Park, Melbourne           | Australia   | 24 de marzo     |
| 3       | C1     | Autódromo Enzo e Dino Ferrari, Imola         | Italia      | 18 de mayo      |
| 3       | C2     | Autódromo Enzo e Dino Ferrari, Imola         | Italia      | 19 de mayo      |
| 4       | C1     | Circuito de Mónaco, Montecarlo               | Mónaco      | 25 de mayo      |
| 4       | C2     | Circuito de Mónaco, Montecarlo               | Mónaco      | 26 de mayo      |
| 5       | C1     | Circuito de Barcelona-Cataluña, Montmeló     | España      | 22 de junio     |
| 5       | C2     | Circuito de Barcelona-Cataluña, Montmeló     | España      | 23 de junio     |
| 6       | C1     | Red Bull Ring, Spielberg                     | Austria     | 29 de junio     |
| 6       | C2     | Red Bull Ring, Spielberg                     | Austria     | 30 de junio     |
| 7       | C1     | Circuito de Silverstone, Silverstone         | Reino Unido | 6 de julio      |
| 7       | C2     | Circuito de Silverstone, Silverstone         | Reino Unido | 7 de julio      |
| 8       | C1     | Hungaroring, Mogyoród                        | Hungría     | 20 de julio     |
| 8       | C2     | Hungaroring, Mogyoród                        | Hungría     | 21 de julio     |
| 9       | C1     | Circuito de Spa-Francorchamps, Francorchamps | Bélgica     | 27 de julio     |
| 9       | C2     | Circuito de Spa-Francorchamps, Francorchamps | Bélgica     | 28 de julio     |
| 10      | C1     | Autodromo Nazionale di Monza, Monza          | Italia      | 31 de agosto    |
| 10      | C2     | Autodromo Nazionale di Monza, Monza          | Italia      | 1 de septiembre |
| Fuente: |        |                                              |             |                 |

## Resultados

### Entrenamientos

#### Pretemporada
| Circuito | Fecha         | Sesión | Mejor clasificado | Mejor clasificado     | Mejor clasificado | Mejor clasificado |
| Circuito | Fecha         | Sesión | Piloto            | Escudería             | Tiempo            | Vueltas           |
| -------- | ------------- | ------ | ----------------- | --------------------- | ----------------- | ----------------- |
| Sakhir   | 11 de febrero | Mañana | Alex Dunne        | MP Motorsport         | 1:59.516          | 6                 |
| Sakhir   | 11 de febrero | Tarde  | Noel León         | Van Amersfoort Racing | 1:46.657          | 19                |
| Sakhir   | 12 de febrero | Mañana | Charlie Wurz      | Jenzer Motorsport     | 1:46.963          | 30                |
| Sakhir   | 12 de febrero | Tarde  | Luke Browning     | Hitech Pulse-Eight    | 1:46.819          | 32                |
| Sakhir   | 13 de febrero | Mañana | Luke Browning     | Hitech Pulse-Eight    | 1:46.566          | 35                |
| Sakhir   | 13 de febrero | Tarde  | Dino Beganovic    | Prema Racing          | 1:48.285          | 33                |

#### Postemporada
| N.º | Circuito             | Fecha         | Sesión | Mejor clasificado    | Mejor clasificado  | Mejor clasificado | Mejor clasificado |
| N.º | Circuito             | Fecha         | Sesión | Piloto               | Escudería          | Tiempo            | Vueltas           |
| --- | -------------------- | ------------- | ------ | -------------------- | ------------------ | ----------------- | ----------------- |
| 1   | Jerez de la Frontera | 8 de octubre  | Mañana | Mari Boya            | Campos Racing      | 1:31.281          | 23                |
| 1   | Jerez de la Frontera | 8 de octubre  | Tarde  | Martinius Stenshorne | Hitech Pulse-Eight | 1:30.761          | 36                |
| 1   | Jerez de la Frontera | 9 de octubre  | Mañana | Nikola Tsolov        | Campos Racing      | 1:29.758          | 42                |
| 1   | Jerez de la Frontera | 9 de octubre  | Tarde  | Nicola Lacorte       | Jenzer Motorsport  | 1:31.584          | 30                |
| 2   | Barcelona            | 15 de octubre | Mañana | Nikola Tsolov        | Campos Racing      | 1:27.866          | 41                |
| 2   | Barcelona            | 15 de octubre | Tarde  | Nikola Tsolov        | Campos Racing      | 1:28.370          | 21                |
| 2   | Barcelona            | 16 de octubre | Mañana | Mari Boya            | Campos Racing      | 1:27.209          | 30                |
| 2   | Barcelona            | 16 de octubre | Tarde  | Martinius Stenshorne | Hitech Pulse-Eight | 1:28.337          | 30                |

### Temporada
| Ronda | Ronda | Ronda             | Pole Position      | Vuelta rápida        | Piloto ganador       | Escudería ganadora | Resultados |
| ----- | ----- | ----------------- | ------------------ | -------------------- | -------------------- | ------------------ | ---------- |
| 1     | 1     | Sakhir            |                    | Laurens van Hoepen   | Arvid Lindblad       | Prema Racing       | Resultados |
| 1     | 2     | Sakhir            | Dino Beganovic     | Leonardo Fornaroli   | Luke Browning        | Hitech Pulse-Eight | Resultados |
| 2     | 1     | Melbourne         |                    | Mari Boya            | Martinius Stenshorne | Hitech Pulse-Eight | Resultados |
| 2     | 2     | Melbourne         | Leonardo Fornaroli | Dino Beganovic       | Dino Beganovic       | Prema Racing       | Resultados |
| 3     | 1     | Imola             |                    | Oliver Goethe        | Oliver Goethe        | Campos Racing      | Resultados |
| 3     | 2     | Imola             | Santiago Ramos     | Oliver Goethe        | Sami Meguetounif     | Trident            | Resultados |
| 4     | 1     | Montecarlo        |                    | Dino Beganovic       | Nikola Tsolov        | ART Grand Prix     | Resultados |
| 4     | 2     | Montecarlo        | Gabriele Minì      | Luke Browning        | Gabriele Minì        | Prema Racing       | Resultados |
| 5     | 1     | Barcelona         |                    | Leonardo Fornaroli   | Mari Boya            | Campos Racing      | Resultados |
| 5     | 2     | Barcelona         | Christian Mansell  | Luke Browning        | Arvid Lindblad       | Prema Racing       | Resultados |
| 6     | 1     | Spielberg         |                    | Nikola Tsolov        | Nikola Tsolov        | ART Grand Prix     | Resultados |
| 6     | 2     | Spielberg         | Luke Browning      | Laurens van Hoepen   | Luke Browning        | Hitech Pulse-Eight | Resultados |
| 7     | 1     | Silverstone       |                    | Arvid Lindblad       | Arvid Lindblad       | Prema Racing       | Resultados |
| 7     | 2     | Silverstone       | Luke Browning      | Gabriele Minì        | Arvid Lindblad       | Prema Racing       | Resultados |
| 8     | 1     | Budapest          |                    | Nikita Bedrin        | Nikita Bedrin        | AIX Racing         | Resultados |
| 8     | 2     | Budapest          | Laurens van Hoepen | Christian Mansell    | Nikola Tsolov        | ART Grand Prix     | Resultados |
| 9     | 1     | Spa-Francorchamps |                    | Noel León            | Dino Beganovic       | Prema Racing       | Resultados |
| 9     | 2     | Spa-Francorchamps | Callum Voisin      | Callum Voisin        | Callum Voisin        | Rodin Motorsport   | Resultados |
| 10    | 1     | Monza             |                    | Leonardo Fornaroli   | Tim Tramnitz         | MP Motorsport      | Resultados |
| 10    | 2     | Monza             | Leonardo Fornaroli | Martinius Stenshorne | Sami Meguetounif     | Trident            | Resultados |

## Clasificaciones

### Sistema de puntuación
Puntos de carrera 1
| Posición | 1.º | 2.º | 3.º | 4.º | 5.º | 6.º | 7.º | 8.º | 9.º | 10.º | VR |
| Puntos   | 10  | 9   | 8   | 7   | 6   | 5   | 4   | 3   | 2   | 1    | 1  |

Puntos de carrera 2
| Posición | 1.º | 2.º | 3.º | 4.º | 5.º | 6.º | 7.º | 8.º | 9.º | 10.º | Pole | VR |
| Puntos   | 25  | 18  | 15  | 12  | 10  | 8   | 6   | 4   | 2   | 1    | 2    | 1  |

### Campeonato de Pilotos
| Pos. | Piloto                   | SAK | SAK | MEL | MEL | IMO | IMO | MON | MON | BAR | BAR | SPI | SPI | SIL | SIL | BUD | BUD | SPA | SPA | MNZ | MNZ | Puntos |
| ---- | ------------------------ | --- | --- | --- | --- | --- | --- | --- | --- | --- | --- | --- | --- | --- | --- | --- | --- | --- | --- | --- | --- | ------ |
| 1    | Leonardo Fornaroli       | 3   | 7   | 9   | 2   | 11  | 3   | 9   | 5   | 7   | 3   | 12  | 9   | 10  | 7   | 7   | 3   | 9   | 3   | 8   | 2   | 153    |
| 2    | Gabriele Minì            | 7   | 6   | 6   | 3   | 6   | 6   | 11  | 1   | Ret | 21  | 6   | 2   | 6   | 2   | 14  | 11  | 2   | 13  | 9   | DSQ | 130    |
| 3    | Luke Browning            | 15  | 1   | 28  | 4   | 26† | 4   | 8   | 3   | 12  | 5   | 11  | 1   | 24  | 8   | 8   | 12  | 12  | 6   | 6   | 20  | 128    |
| 4    | Arvid Lindblad           | 1   | 8   | 2   | 11  | 8   | 7   | Ret | 4   | 9   | 1   | Ret | 7   | 1   | 1   | 15  | 28† | 15  | Ret | 12  | 16  | 113    |
| 5    | Christian Mansell        | 14  | 2   | 10  | 10  | 12  | 20  | Ret | 2   | 11  | 2   | 3   | 4   | 12  | 13  | 5   | 4   | 16  | 21  | 22  | 3   | 112    |
| 6    | Dino Beganovic           | 29  | 13  | 13  | 1   | 4   | 5   | 7   | 6   | 8   | 8   | 15  | 3   | 11  | 19  | 3   | 9   | 1   | 11  | 4   | 9   | 109    |
| 7    | Oliver Goethe            | 9   | 10  | 5   | 9   | 1   | 2   | 10  | 10  | 3   | 4   | 7   | 5   | Ret | 6   | 11  | 8   | 6   | 19  |     |     | 94     |
| 8    | Sami Meguetounif         | 10  | 4   | 17  | 12  | Ret | 1   | 22† | Ret | Ret | 15  | 10  | 20  | 8   | 12  | 10  | 25  | 27  | 5   | 5   | 1   | 84     |
| 9    | Tim Tramnitz             | 5   | 3   | 12  | 15  | 2   | 11  | 2   | 8   | 10  | 11  | 8   | 15  | 25  | 14  | 4   | 20  | 4   | 9   | 1   | 6   | 81     |
| 10   | Noel León                | 22  | 12  | Ret | 26  | 3   | 19  | 4   | 23  | 6   | 9   | 9   | 23  | 2   | 10  | 12  | 2   | 3   | 4   | Ret | 7   | 79     |
| 11   | Nikola Tsolov            | 4   | 11  | 20  | 19  | 13  | 26  | 1   | 27  | 13  | 6   | 1   | 6   | 5   | 15  | 29  | 1   | EX  | EX  | 19  | 17  | 75     |
| 12   | Callum Voisin            | 17  | 21  | 18  | 21  | Ret | 29  | 12  | 13  | Ret | 16  | 14  | 25  | 4   | 3   | 6   | 6   | 7   | 1   | 25  | 22† | 67     |
| 13   | Laurens van Hoepen       | 2   | 15  | 3   | 13  | 7   | 13  | 3   | Ret | 5   | 29† | 5   | 8   | 9   | 11  | 9   | DSQ | 10  | 12  | 13  | 8   | 58     |
| 14   | Alex Dunne               | 12  | 9   | 7   | 16  | 14  | 16  | Ret | 16  | 2   | 7   | 4   | 10  | 22  | Ret | 20  | 16  | 23  | 10  | 3   | 4   | 50     |
| 15   | Mari Boya                | 8   | 29  | 4   | 7   | Ret | 9   | 6   | 7   | 1   | 14  | 22  | 18  | 16  | 23  | 18  | 10  | 28  | Ret | 7   | Ret | 45     |
| 16   | Santiago Ramos           | 21  | 5   | 24  | 25  | 10  | 8   | 15  | 14  | 21  | 10  | 24  | 13  | 19  | 16  | 28  | 5   | 8   | 8   | 2   | 18  | 44     |
| 17   | Sebastián Montoya        | 18  | 17  | 8   | 6   | 25  | 10  | 18  | 15  | Ret | 12  | Ret | Ret | 7   | Ret | 19  | 19  | 5   | 2   | 11  | 21  | 40     |
| 18   | Martinius Stenshorne     | 11  | 14  | 1   | 24  | 22  | 14  | 16  | 26  | 4   | 27  | 2   | 12  | EX  | EX  | 13  | 13  | 18  | Ret | 10  | 5   | 38     |
| 19   | Nikita Bedrin            | 13  | 20  | 21  | 8   | 9   | 30  | Ret | 24  | Ret | 30† | 13  | Ret | 13  | 9   | 1   | 7   | 13  | 20  | Ret | 13  | 25     |
| 20   | Tommy Smith              | 28  | 22  | 27  | Ret | 24  | 27  | 13  | 12  | 18  | 25  | 21  | 22  | 21  | 4   | 25  | 24  | 25  | 16  | 23  | 15  | 12     |
| 21   | Max Esterson             | 6   | 24  | 26  | 14  | 18  | 21  | 14  | 17  | 22  | 23  | 18  | 17  | Ret | 18  | 16  | 15  | Ret | 7   | Ret | Ret | 11     |
| 22   | Charlie Wurz             | 19  | 16  | 11  | 5   | 23  | 24  | 19  | Ret | 16  | 13  | 20  | 27  | Ret | Ret | 17  | Ret | 26  | 23  | 24† | 14  | 10     |
| 23   | Piotr Wiśnicki           | 25  | 25  | 23  | 23  | 20  | 23  | 21  | 25  | 24  | 24  | 23  | 19  | 14  | 5   | 24  | 21  | 21  | 24  | Ret | Ret | 10     |
| 24   | Tasanapol Inthraphuvasak | 16  | 19  | Ret | Ret | Ret | 28  | 17  | 18  | 25  | 26  | 27  | 26  | 20  | 20  | 2   | 14  | 29  | 15  | 21  | 11  | 9      |
| 25   | Matías Zagazeta          | Ret | 18  | 15  | 17  | 17  | 17  |     |     | 19  | 19  | 17  | 14  | 3   | 22  | Ret | 27† | 17  | 17  | 14  | Ret | 8      |
| 26   | Joseph Loake             | 27  | 23  | 14  | Ret | 21  | 25  | 5   | 9   | 15  | 22  | 19  | 24  | 15  | 24  | 26  | 26  | 11  | 25  | 15  | 19  | 8      |
| 27   | Kacper Sztuka            | 20  | 28  | 16  | 18  | 5   | 15  | Ret | 11  | 23  | 28  | Ret | 16  | Ret | 17  | 27  | 18  | 20  | 18  | 18  | 12  | 6      |
| 28   | Joshua Dufek             | 24  | 27  | 22  | 22  | 16  | 22  | Ret | 20  | 17  | 17  | 25  | Ret | 23  | Ret | 22  | 22  | 24  | 14  | Ret | 10  | 1      |
| 29   | Sophia Flörsch           | 23  | 30† | 19  | Ret | 15  | 12  | Ret | 19  | 20  | 18  | 26  | 11  | Ret | Ret | 23  | 23  | 19  | Ret | 16  | Ret | 0      |
| 30   | Cian Shields             | 26  | 26  | 25  | 20  | 19  | 18  | Ret | 21  | 14  | 20  | 16  | 21  | 17  | Ret | 21  | 17  | 22  | 22  | 20  | Ret | 0      |
| 31   | Tuukka Taponen           |     |     |     |     |     |     |     |     |     |     |     |     |     |     |     |     | 14  | Ret |     |     | 0      |
| 32   | Noah Strømsted           |     |     |     |     |     |     |     |     |     |     |     |     |     |     |     |     |     |     | 17  | 23† | 0      |
| 33   | James Wharton            |     |     |     |     |     |     |     |     |     |     |     |     | 18  | 21  |     |     |     |     |     |     | 0      |
| 34   | James Hedley             |     |     |     |     |     |     | 20  | 22  |     |     |     |     |     |     |     |     |     |     |     |     | 0      |
| Pos. | Piloto                   | SAK | SAK | MEL | MEL | IMO | IMO | MON | MON | BAR | BAR | SPI | SPI | SIL | SIL | BUD | BUD | SPA | SPA | MNZ | MNZ | Puntos |

| Color     | Resultado              |
| --------- | ---------------------- |
| Oro       | Ganador                |
| Plata     | 2.ª plaza              |
| Bronce    | 3.ª plaza              |
| Verde     | Finalizó en los puntos |
| Azul      | Finalizó sin puntos    |
| Azul      | NC - No clasificado    |
| Violeta   | Ret - No terminó       |
| Rojo      | DNQ - No se clasificó  |
| Negro     | DSQ - Descalificado    |
| Blanco    | DNS - No empezó        |
| Blanco    | WD - Retirado          |
| Blanco    | C - Carrera cancelada  |
| Sin color | DNP - No participó     |
| Sin color | INJ - Lesionado        |
| Sin color | EX - Excluido          |

| Estado  | Resultado |
| ------- | --- |
| Negrita | Pole position |
| Cursiva | Vuelta rápida puntuable, el piloto cumplió los requisitos para ser bonificado con uno o más puntos por lograr la vuelta rápida |
| †       | Abandona, pero clasifica al completar el porcentaje requerido para ello                                                        |

Fuente: Fórmula 3.

### Campeonato de Escuderías
| Pos. | Escudería                 | N.º | SAK | SAK | MEL | MEL | IMO | IMO | MON | MON | BAR | BAR | SPI | SPI | SIL | SIL | BUD | BUD | SPA | SPA | MNZ | MNZ | Puntos |
| ---- | ------------------------- | --- | --- | --- | --- | --- | --- | --- | --- | --- | --- | --- | --- | --- | --- | --- | --- | --- | --- | --- | --- | --- | ------ |
| 1    | Prema Racing              | 1   | 29  | 13  | 13  | 1   | 4   | 5   | 7   | 6   | 8   | 8   | 15  | 3   | 11  | 19  | 3   | 9   | 1   | 11  | 4   | 9   | 352    |
| 1    | Prema Racing              | 2   | 7   | 6   | 6   | 3   | 6   | 6   | 11  | 1   | Ret | 21  | 6   | 2   | 6   | 2   | 14  | 11  | 2   | 13  | 9   | DSQ | 352    |
| 1    | Prema Racing              | 3   | 1   | 8   | 2   | 11  | 8   | 7   | Ret | 4   | 9   | 1   | Ret | 7   | 1   | 1   | 15  | 28† | 15  | Ret | 12  | 16  | 352    |
| 2    | Trident                   | 4   | 3   | 7   | 9   | 2   | 11  | 3   | 9   | 5   | 7   | 3   | 12  | 9   | 10  | 7   | 7   | 3   | 9   | 3   | 8   | 2   | 281    |
| 2    | Trident                   | 5   | 10  | 4   | 17  | 12  | Ret | 1   | 22† | Ret | Ret | 15  | 10  | 20  | 8   | 12  | 10  | 25  | 27  | 5   | 5   | 1   | 281    |
| 2    | Trident                   | 6   | 21  | 5   | 24  | 25  | 10  | 8   | 15  | 14  | 21  | 10  | 24  | 13  | 19  | 16  | 28  | 5   | 8   | 8   | 2   | 18  | 281    |
| 3    | ART Grand Prix            | 23  | 14  | 2   | 10  | 10  | 12  | 20  | Ret | 2   | 11  | 2   | 3   | 4   | 12  | 13  | 5   | 4   | 16  | 21  | 22  | 3   | 245    |
| 3    | ART Grand Prix            | 24  | 2   | 15  | 3   | 13  | 7   | 13  | 3   | Ret | 5   | 29† | 5   | 8   | 9   | 11  | 9   | DSQ | 10  | 12  | 13  | 8   | 245    |
| 3    | ART Grand Prix            | 25  | 4   | 11  | 20  | 19  | 13  | 26  | 1   | 27  | 13  | 6   | 1   | 6   | 5   | 15  | 29  | 1   | 14  | Ret | 19  | 17  | 245    |
| 4    | Campos Racing             | 10  | 9   | 10  | 5   | 9   | 1   | 2   | 10  | 10  | 3   | 4   | 7   | 5   | Ret | 6   | 11  | 8   | 6   | 19  | 17  | 23† | 179    |
| 4    | Campos Racing             | 11  | 18  | 17  | 8   | 6   | 25  | 10  | 18  | 15  | Ret | 12  | Ret | Ret | 7   | Ret | 19  | 19  | 5   | 2   | 11  | 21  | 179    |
| 4    | Campos Racing             | 12  | 8   | 29  | 4   | 7   | Ret | 9   | 6   | 7   | 1   | 14  | 22  | 18  | 16  | 23  | 18  | 10  | 28  | Ret | 7   | Ret | 179    |
| 5    | Hitech Pulse-Eight        | 14  | 15  | 1   | 28  | 4   | 26† | 4   | 8   | 3   | 12  | 5   | 11  | 1   | 24  | 8   | 8   | 12  | 12  | 6   | 6   | 20  | 166    |
| 5    | Hitech Pulse-Eight        | 15  | 11  | 14  | 1   | 24  | 22  | 14  | 16  | 26  | 4   | 27  | 2   | 12  | 18  | 21  | 13  | 13  | 18  | Ret | 10  | 5   | 166    |
| 5    | Hitech Pulse-Eight        | 16  | 26  | 26  | 25  | 20  | 19  | 18  | Ret | 21  | 14  | 20  | 16  | 21  | 17  | Ret | 21  | 17  | 22  | 22  | 20  | Ret | 166    |
| 6    | MP Motorsport             | 7   | 5   | 3   | 12  | 15  | 2   | 11  | 2   | 8   | 10  | 11  | 8   | 15  | 25  | 14  | 4   | 20  | 4   | 9   | 1   | 6   | 137    |
| 6    | MP Motorsport             | 8   | 20  | 28  | 16  | 18  | 5   | 15  | Ret | 11  | 23  | 28  | Ret | 16  | Ret | 17  | 27  | 18  | 20  | 18  | 18  | 12  | 137    |
| 6    | MP Motorsport             | 9   | 12  | 9   | 7   | 16  | 14  | 16  | Ret | 16  | 2   | 7   | 4   | 10  | 22  | Ret | 20  | 16  | 23  | 10  | 3   | 4   | 137    |
| 7    | Van Amersfoort Racing     | 20  | 22  | 12  | Ret | 26  | 3   | 19  | 4   | 23  | 6   | 9   | 9   | 23  | 2   | 10  | 12  | 2   | 3   | 4   | Ret | 7   | 91     |
| 7    | Van Amersfoort Racing     | 21  | 23  | 30† | 19  | Ret | 15  | 12  | Ret | 19  | 20  | 18  | 26  | 11  | Ret | Ret | 23  | 23  | 19  | Ret | 16  | Ret | 91     |
| 7    | Van Amersfoort Racing     | 22  | 28  | 22  | 27  | Ret | 24  | 27  | 13  | 12  | 18  | 25  | 21  | 22  | 21  | 4   | 25  | 24  | 25  | 16  | 23  | 15  | 91     |
| 8    | Rodin Motorsport          | 29  | 17  | 21  | 18  | 21  | Ret | 29  | 12  | 13  | Ret | 16  | 14  | 25  | 4   | 3   | 6   | 6   | 7   | 1   | 25  | 22† | 85     |
| 8    | Rodin Motorsport          | 30  | 25  | 25  | 23  | 23  | 20  | 23  | 21  | 25  | 24  | 24  | 23  | 19  | 14  | 5   | 24  | 21  | 21  | 24  | Ret | Ret | 85     |
| 8    | Rodin Motorsport          | 31  | 27  | 23  | 14  | Ret | 21  | 25  | 5   | 9   | 15  | 22  | 19  | 24  | 15  | 24  | 26  | 26  | 11  | 25  | 15  | 19  | 85     |
| 9    | PHM AIX Racing AIX Racing | 26  | 16  | 19  | Ret | Ret | Ret | 28  | 17  | 18  | 25  | 26  | 27  | 26  | 20  | 20  | 2   | 14  | 29  | 15  | 21  | 11  | 35     |
| 9    | PHM AIX Racing AIX Racing | 27  | 13  | 20  | 21  | 8   | 9   | 30  | Ret | 24  | Ret | 30† | 13  | Ret | 13  | 9   | 1   | 7   | 13  | 20  | Ret | 13  | 35     |
| 9    | PHM AIX Racing AIX Racing | 28  | 24  | 27  | 22  | 22  | 16  | 22  | Ret | 20  | 17  | 17  | 25  | Ret | 23  | Ret | 22  | 22  | 24  | 14  | Ret | 10  | 35     |
| 10   | Jenzer Motorsport         | 17  | 19  | 16  | 11  | 5   | 23  | 24  | 19  | Ret | 16  | 13  | 20  | 27  | Ret | Ret | 17  | Ret | 26  | 23  | 24† | 14  | 29     |
| 10   | Jenzer Motorsport         | 18  | 6   | 24  | 26  | 14  | 18  | 21  | 14  | 17  | 22  | 23  | 18  | 17  | Ret | 18  | 16  | 15  | Ret | 7   | Ret | Ret | 29     |
| 10   | Jenzer Motorsport         | 19  | Ret | 18  | 15  | 17  | 17  | 17  | 20  | 22  | 19  | 19  | 17  | 14  | 3   | 22  | Ret | 27† | 17  | 17  | 14  | Ret | 29     |
| Pos. | Escudería                 | N.º | SAK | SAK | MEL | MEL | IMO | IMO | MON | MON | BAR | BAR | SPI | SPI | SIL | SIL | BUD | BUD | SPA | SPA | MNZ | MNZ | Puntos |

| Color     | Resultado              |
| --------- | ---------------------- |
| Oro       | Ganador                |
| Plata     | 2.ª plaza              |
| Bronce    | 3.ª plaza              |
| Verde     | Finalizó en los puntos |
| Azul      | Finalizó sin puntos    |
| Azul      | NC - No clasificado    |
| Violeta   | Ret - No terminó       |
| Rojo      | DNQ - No se clasificó  |
| Negro     | DSQ - Descalificado    |
| Blanco    | DNS - No empezó        |
| Blanco    | WD - Retirado          |
| Blanco    | C - Carrera cancelada  |
| Sin color | DNP - No participó     |
| Sin color | INJ - Lesionado        |
| Sin color | EX - Excluido          |

| Estado  | Resultado |
| ------- | --- |
| Negrita | Pole position |
| Cursiva | Vuelta rápida puntuable, el piloto cumplió los requisitos para ser bonificado con uno o más puntos por lograr la vuelta rápida |
| †       | Abandona, pero clasifica al completar el porcentaje requerido para ello                                                        |

Fuente: Fórmula 3.

### Citas
1. ↑  «FEATURE RACE: Meguetounif wins as Fornaroli seals title with final-corner pass». Fórmula 3 (en inglés). Formula Motorsport Limited. 1 de septiembre de 2024. Consultado el 1 de septiembre de 2024.
2. ↑  «A big weekend in the Championship: Spa-Francorchamps Team-by-Team Roundup». Fórmula 3 (en inglés). Formula Motorsport Limited. 31 de julio de 2024. Consultado el 31 de julio de 2024.
3. ↑  «TEAMS & DRIVERS Formula 3 2024». Fórmula 3 (en inglés). Formula Motorsport Limited. Consultado el 22 de enero de 2024.
4. ↑  Overkamp, Marc (10 de enero de 2024). «PHM Racing becomes PHM AIX Racing». PHM Racing (en inglés). Consultado el 10 de enero de 2024.
5. ↑  Gascoigne, Roger (13 de mayo de 2024). «AIX Investment Group completes acquisition of F2 team PHM Racing». FormulaScout.com (en inglés). Consultado el 16 de mayo de 2024.
6. ↑  «PREMA Racing retains Dino Beganovic for 2024 season». Fórmula 3 (en inglés). Formula Motorsport Limited. 18 de octubre de 2023. Consultado el 18 de octubre de 2023.
7. ↑  «Gabriele Minì switches to PREMA Racing for 2024 campaign». Fórmula 3 (en inglés). Formula Motorsport Limited. 25 de octubre de 2023. Consultado el 25 de octubre de 2023.
8. ↑  «Arvid Lindblad completes PREMA Racing’s 2024 roster». Fórmula 3 (en inglés). Formula Motorsport Limited. 31 de octubre de 2023. Consultado el 31 de octubre de 2023.
9. ↑  «Leonardo Fornaroli returns with Trident for 2024 campaign». Fórmula 3 (en inglés). Formula Motorsport Limited. 2 de diciembre de 2023. Consultado el 2 de diciembre de 2023.
10. ↑  «Oliver Goethe moves to Campos Racing for second F3 season in 2024». Fórmula 3 (en inglés). Formula Motorsport Limited. 5 de diciembre de 2023. Consultado el 5 de diciembre de 2023.
11. ↑  «Browning remains with Hitech Pulse-Eight for 2024 F3 campaign». Fórmula 3 (en inglés). Formula Motorsport Limited. 7 de diciembre de 2023. Consultado el 7 de diciembre de 2023.
12. ↑  «Mari Boya switches to Campos Racing for 2024 season». Fórmula 3 (en inglés). Formula Motorsport Limited. 12 de diciembre de 2023. Consultado el 12 de diciembre de 2023.
13. ↑  «ART Grand Prix sign Laurens Van Hoepen for 2024 F3 campaign». Fórmula 3 (en inglés). Formula Motorsport Limited. 12 de diciembre de 2023. Consultado el 12 de diciembre de 2023.
14. ↑  «Martinius Stenshorne joins Hitech Pulse-Eight for 2024 season». Fórmula 3 (en inglés). Formula Motorsport Limited. 12 de diciembre de 2023. Consultado el 12 de diciembre de 2023.
15. ↑  «Sebastián Montoya completes Campos Racing's 2024 line-up». Fórmula 3 (en inglés). Formula Motorsport Limited. 13 de diciembre de 2023. Consultado el 13 de diciembre de 2023.
16. ↑  «Van Amersfoort Racing recruit Noel León for 2024 campaign». Fórmula 3 (en inglés). Formula Motorsport Limited. 13 de diciembre de 2023. Consultado el 13 de diciembre de 2023.
17. ↑  «Sami Meguetounif signs with Trident for 2024 season». Fórmula 3 (en inglés). Formula Motorsport Limited. 14 de diciembre de 2023. Consultado el 14 de diciembre de 2023.
18. ↑  «Tommy Smith stays with Van Amersfoort Racing for 2024». Fórmula 3 (en inglés). Formula Motorsport Limited. 15 de diciembre de 2023. Consultado el 15 de diciembre de 2023.
19. ↑  «Christian Mansell moves to ART Grand Prix for 2024 season». Fórmula 3 (en inglés). Formula Motorsport Limited. 15 de diciembre de 2023. Consultado el 15 de diciembre de 2023.
20. ↑  «Van Amersfoort Racing finalise 2024 line-up with Sophia Floersch». Fórmula 3 (en inglés). Formula Motorsport Limited. 18 de diciembre de 2023. Consultado el 18 de diciembre de 2023.
21. ↑  «Trident sign rookie Santiago Ramos to complete 2024 roster». Fórmula 3 (en inglés). Formula Motorsport Limited. 21 de diciembre de 2023. Consultado el 21 de diciembre de 2023.
22. ↑  «Cian Shields steps up to Formula 3 with Hitech Pulse-Eight for 2024». Fórmula 3 (en inglés). Formula Motorsport Limited. 22 de diciembre de 2023. Consultado el 22 de diciembre de 2023.
23. ↑  «Rodin Carlin confirms Callum Voisin as first signing for 2024 season». Fórmula 3 (en inglés). Formula Motorsport Limited. 4 de enero de 2024. Consultado el 4 de enero de 2024.
24. ↑  «Jenzer Motorsport announce rookie Matias Zagazeta as first signing for the 2024 campaign». Fórmula 3 (en inglés). Formula Motorsport Limited. 9 de enero de 2024. Consultado el 9 de enero de 2024.
25. ↑  «Rodin Motorsport sign rookie Joseph Loake ahead of 2024 season». Fórmula 3 (en inglés). Formula Motorsport Limited. 11 de enero de 2024. Consultado el 11 de enero de 2024.
26. ↑  «MP Motorsport confirms Tim Tramnitz as first signing for 2024 season». Fórmula 3 (en inglés). Formula Motorsport Limited. 17 de enero de 2024. Consultado el 17 de enero de 2024.
27. ↑  «Max Esterson joins Jenzer Motorsport for 2024 campaign». Fórmula 3 (en inglés). Formula Motorsport Limited. 17 de enero de 2024. Consultado el 17 de enero de 2024.
28. ↑  «Kacper Sztuka joins MP Motorsport for 2024 season». Fórmula 3 (en inglés). Formula Motorsport Limited. 19 de enero de 2024. Consultado el 19 de enero de 2024.
29. ↑  «Joshua Dufek joins PHM AIX Racing for 2024 F3 season». Fórmula 3 (en inglés). Formula Motorsport Limited. 24 de enero de 2024. Consultado el 24 de enero de 2024.
30. ↑  «Rodin Motorsport complete 2024 Formula 3 line-up with Piotr Wisnicki». Fórmula 3 (en inglés). Formula Motorsport Limited. 26 de enero de 2024. Consultado el 26 de enero de 2024.
31. ↑  «PHM AIX Racing confirm Tasanapol Inthraphuvasak as second signing for 2024». Fórmula 3 (en inglés). Formula Motorsport Limited. 27 de enero de 2024. Consultado el 27 de enero de 2024.
32. ↑  «Jenzer Motorsport finalises 2024 F3 lineup with Charlie Wurz». Fórmula 3 (en inglés). Formula Motorsport Limited. 31 de enero de 2024. Consultado el 31 de enero de 2024.
33. ↑  «Alex Dunne completes MP Motorsport F3 lineup for 2024». Fórmula 3 (en inglés). Formula Motorsport Limited. 5 de febrero de 2024. Consultado el 5 de febrero de 2024.
34. ↑  «PHM AIX Racing confirms Nikita Bedrin as final signing for the 2024 Formula 3 season». Fórmula 3 (en inglés). Formula Motorsport Limited. 7 de febrero de 2024. Consultado el 7 de febrero de 2024.
35. ↑  «ART Grand Prix confirm Nikola Tsolov for 2024 season». Fórmula 3 (en inglés). Formula Motorsport Limited. 10 de febrero de 2024. Consultado el 10 de febrero de 2024.
36. ↑  «Jenzer Motorsport confirms James Hedley for Monte Carlo». Fórmula 3 (en inglés). Formula Motorsport Limited. 22 de mayo de 2024. Consultado el 22 de mayo de 2024.
37. ↑  «James Wharton to drive for Hitech Pulse-Eight at Silverstone». Fórmula 3 (en inglés). Formula Motorsport Limited. 3 de julio de 2024. Consultado el 3 de julio de 2024.
38. ↑  Gascoigne, Roger (25 de julio de 2024). «Taponen to make F3 debut at Spa as ART GP’s Tsolov stand-in». FormulaScout.com (en inglés). Consultado el 25 de julio de 2024.
39. ↑  «Campos Racing confirm Noah Stromsted for Monza». Fórmula 3 (en inglés). Formula Motorsport Limited. 29 de agosto de 2024. Consultado el 29 de agosto de 2024.
40. ↑  «2024 FIA Formula 3 calendar announced». Fórmula 3 (en inglés). Formula Motorsport Limited. 4 de agosto de 2023. Consultado el 4 de agosto de 2023.
41. ↑  «Rookie León fastest on opening day of pre-season testing in Sakhir». Fórmula 3 (en inglés). Formula Motorsport Limited. 11 de febrero de 2024. Consultado el 11 de febrero de 2024.
42. ↑  «Browning leads the way for Hitech on Day 2 of Sakhir pre-season test». Fórmula 3 (en inglés). Formula Motorsport Limited. 12 de febrero de 2024. Consultado el 12 de febrero de 2024.
43. ↑  «Browning fastest on final day of Sakhir pre-season testing». Fórmula 3 (en inglés). Formula Motorsport Limited. 13 de febrero de 2024. Consultado el 13 de febrero de 2024.
44. ↑  «Stenshorne ends Day 1 in Jerez fastest for Hitech Pulse-Eight». Fórmula 3 (en inglés). Formula Motorsport Limited. 8 de octubre de 2024. Consultado el 8 de octubre de 2024.
45. ↑  «Tsolov ends Jerez test on top for Campos Racing». Fórmula 3 (en inglés). Formula Motorsport Limited. 9 de octubre de 2024. Consultado el 9 de octubre de 2024.
46. ↑  «Tsolov sweeps opening day of running in Barcelona test». Fórmula 3 (en inglés). Formula Motorsport Limited. 15 de octubre de 2024. Consultado el 15 de octubre de 2024.
47. ↑  «Boya fastest of all on final day of post-season testing in Barcelona». Fórmula 3 (en inglés). Formula Motorsport Limited. 16 de octubre de 2024. Consultado el 16 de octubre de 2024.
48. ↑  «Driver Standings for the FIA Formula 3 2024 Championship». Fórmula 3 (en inglés). Formula Motorsport Limited. Consultado el 1 de marzo de 2024.
49. ↑  «Team Standings for the FIA Formula 3 2023 Championship». Fórmula 3 (en inglés). Formula Motorsport Limited. Consultado el 1 de marzo de 2024.